# عدن جيليت
عدن جيليت (بالإنجليزية: Aden Gillett)‏ (و. 1958 – م) هو ممثل من المملكة المتحدة . ولد في عدن .

## التعليم
تعلم في الأكاديمية الملكية للفنون المسرحية، في تخصص تمثيل

## جوائز
حصل على جوائز منها:
- جائزة المسرح العالمي (1994).[6]

## روابط خارجية
- عدن جيليت على موقع IMDb (الإنجليزية)
- عدن جيليت على موقع ألو سيني (الفرنسية)
- عدن جيليت على موقع أول موفي (الإنجليزية)
- عدن جيليت على موقع قاعدة بيانات برودواي على الإنترنت (الإنجليزية)
- عدن جيليت على موقع قاعدة بيانات الأفلام السويدية (السويدية)
- عدن جيليت على موقع قاعدة بيانات الفيلم (الإنجليزية)
- عدن جيليت على موقع كينوبويسك (الروسية)